# Pine Hills (condado de San Diego)
Pine Hills es un área no incorporada ubicada en el condado de San Diego en el estado estadounidense de California. La localidad se encuentra ubicada dentro de Julian, justo dentro del Bosque Nacional Cleveland. Es una de las zonas más remotas del condado de San Diego y de las más altas.

## Geografía
Pine Hills se encuentra ubicada en las coordenadas 33°2′54.71″N 116°37′20.97″O / 33.0485306, -116.6224917.